# Atelier de création libertaire
Pour les articles homonymes, voir ACL.
Fondé en 1979, l'Atelier de création libertaire (ACL), est un collectif lyonnais qui édite et diffuse des textes liés à l'histoire et à la culture libertaires.
Le catalogue d'éditions et de diffusions comporte près de 150 ouvrages, dont les premières traductions en langue française de personnalités telles que l'américain Murray Bookchin sur le municipalisme libertaire et l'écologie sociale notamment ou de l'argentin Osvaldo Bayer, La Patagonie rebelle  : 1921-1922, chronique d’une révolte des ouvriers agricoles en Argentine.
Remarquable également, la publication en 1988 de l'ouvrage de Jacques Ellul, Anarchie et Christianisme

## Historique
L'Atelier de création libertaire est une maison d'édition, fondée par trois militants libertaires lyonnais investis depuis 1973 dans la revue IRL (Informations et Réflexions libertaires) et dans la librairie associative autogérée La Gryffe, ouverte un an auparavant.
Le projet premier de l’Atelier de création libertaire est de développer « une critique distanciée de l’anarchisme visant à en réactualiser les pratiques et les concepts afin de le réinscrire dans la contemporanéité »

### Colloques
Outre son activité éditoriale, l’ACL co-organise régulièrement des colloques, dont il publie souvent les actes :
- En mars 1996, l'ACL organise à Grenoble un colloque international sur la culture libertaire[6], de même qu'en mars 1998[7].
- En décembre 2002, colloque Lyon et l’esprit proudhonien avec la Société Pierre-Joseph Proudhon et l'Université solidaire[8]
- En mai 2011, à Lyon, un colloque Philosophie de l’anarchie - théories libertaires, pratiques quotidiennes et ontologie[9]
- En mars 2015, l'ACL publie les Actes du colloque universitaire de Montpellier, Chanter la lutte : « Chanter la lutte ? Il n’y a pas que les armes comme arme. La chanson peut aussi jouer son rôle, en tant que vecteur du message de la contestation de l’ordre établi. »[10],[11]

### Site internet
En plus des éditions papier, l'ACL héberge également sur son site internet plusieurs blogs :
- Alexandre Jacob, l’honnête cambrioleur
- Ma Croix-Rousse (alternative)[12]
- Michel Bakounine
- Les anarchistes italiens dans le monde

## Publications notables
- Gaetano Manfredonia, Anarchisme et changement social - Insurrectionnalisme, syndicalisme, éducationnisme-réalisateur (Nouvelle édition augmentée), 2021.  (ISBN 978-2-35104-163-5).
- Daniel Colson, Anarcho-syndicalisme et communisme. Saint-Étienne, 1920-1925, Université de Saint Étienne, Centre d'études foréziennes, 1986[13],[14]
- Jacques Ellul, Anarchie et Christianisme, 1988 (première édition) (ISBN 2-905691-10-7, OCLC 416942985, BNF 36627679, SUDOC 002459183, présentation en ligne)[15],[16]
- Murray Bookchin, Daniel Colson, Marianne Enckell et Jacques Toublet, Anarcho-syndicalisme et anarchisme, 1994 (ISBN 2-905691-30-1, OCLC 417381916, BNF 35727996, SUDOC 003427242, présentation en ligne).
- Claire Auzias, La Compagnie des Roms. Récit de voyages parmi les livres, les bidonvilles et les êtres humains, 1994, notice[17].
- Jean-Jacques Gandini, Chine fin de siècle: tout changer pour ne rien changer, 1994, 143 p.[18]
- Osvaldo Bayer (trad. de l'espagnol par Sabine Chakroun), Les anarchistes expropriateurs, 1995 (ISBN 2-905691-36-0, OCLC 490666637, BNF 35792574, SUDOC 04820062X, présentation en ligne).
- Osvaldo Bayer (trad. Simone Guittard et Frank Mintz), La Patagonie rebelle : 1921-1922, chronique d'une révolte des ouvriers agricoles en Argentine, 1996 (ISBN 2-909899-05-5, OCLC 492598902, SUDOC 086034456, présentation en ligne)
- Alain Pessin, Mimmo Pucciarelli, La Culture libertaire, 1997[19]
- Alain Pessin, Le Populisme / Le populisme russe - populisme, mythe et anarchie, 1997[20]
- Mimmo Pucciarelli, L'Imaginaire des libertaires aujourd'hui, préf. d'Alain Pessin, 1999[21]
- Alain Pessin, La Rêverie anarchiste, 1° éd. 1982, 2° éd. 1999[19]
- Collectif, Présence de Louis Mercier-Vega, 1999
- Daniel Pinós, Ni l’arbre ni la pierre. Des combats pour la liberté aux déchirements de l’exil - L’odyssée d’une famille libertaire espagnole, 2001, notice éditeur
- Alain Pessin, Mimmo Pucciarelli, Les Incendiaires de l’imaginaire - actes du colloque international Grenoble 1998, 2000[22].
- Enrico Baj et Paul Virilio, Discours sur l'horreur de l'art, 2003  (ISBN 2905691840)
- Alain Pessin, Mimmo Pucciarelli, Pierre Ansart & l’anarchisme proudhonien, 2004[23]
- Collectif, Philosophie & anarchisme, 2009[24]  (ISBN 978-2-351-04030-0)
- Martha A. Ackelsberg, La vie sera mille fois plus belle : les Mujeres Libres, les anarchistes espagnols et l'émancipation des femmes, traduit de l'anglais par Marianne Enckell et Alain Thévenet, 2010 (BNF 42178906) (SUDOC 143894234) (OCLC 690359216)
- Max Leroy, Les Orages libertaires - Politique de Léo Ferré, 2012[25]  (ISBN 2-35104-056-2).
- Jean-Christophe Angaut, Daniel Colson, Mimmo Pucciarelli (dir.), Philosophie de l'anarchie. Théories libertaires, pratiques quotidiennes et ontologie, 2012, 459 p.[9]
- Murray Bookchin, Qu’est-ce que l’écologie sociale ?, 2012[26]  (ISBN 978-2-35104-058-4),[27]
- Sylvain Wagnon, Francisco Ferrer, une éducation libertaire en héritage. Suivi de « l’École moderne » de Francisco Ferrer, 2013 Lire en ligne
- Thom Holterman, L'anarchisme c'est réglé. Un exposé anarchiste sur le droit, 2013  (ISBN 978-2-35104-065-2)[28]
- Bernard Friot, Anselm Jappe, Après l'économie de marché, une controverse, 2014
- Max Leroy, Dionysos au drapeau noir - Nietzsche et les anarchistes, 2014  (ISBN 978-2-35104-069-0), présentation éditeur[29]
- Thom Holterman, L’anarchisme au pays des provos, 2015, 136 p.
- Patrick Lepetit, Voyage au bout de l’abject - Louis-Ferdinand Céline, antisémite et antimaçon, 2017  (ISBN 978-2-35104-103-1), présentation éditeur
- Pascal Dupuy, Folgorite, parcours de Sante Ferrini, anarchiste, typographe et poète (1874-1939), 2020  (ISBN 978-2-35104-138-3), présentation éditeur
- Maurice Balmet, Patrice Bouveret, Guy Dechesne, Jean-Michel Lacroûte, François Ménétrier et Mimmo Pucciarelli, Résister à la militarisation : Le Groupe d'action et de résistance à la militarisation, ACL, 11 décembre 2018, 324 p. (ISBN 978-2-35-104121-5).